# Parque nacional Pripyatsky
El Parque nacional Pripyatsky (en bielorruso: Нацыянальны парк «Прыпяцкі»)  también conocido como el Parque nacional Pripyat en una reserva natural en la región de Gomel, en el país europeo de Bielorrusia. Fue fundado en 1996 para la conservación de los paisajes naturales alrededor del río Pripyat del que toma su nombre. Gran parte de la superficie del parque está ocupado por pantanos de césped. El parque nacional Pripyatsky es el hogar de 51 especies de mamíferos, incluyendo alces, jabalíes, ciervos rojos, tejones europes, y el lince euroasiático. 